# Chrysopogon dialeucus
Chrysopogon dialeucus är en tvåvingeart som beskrevs av Clements 1985. Chrysopogon dialeucus ingår i släktet Chrysopogon och familjen rovflugor. Inga underarter finns listade i Catalogue of Life.